# Syricoris
Syricoris is een geslacht van vlinders van de familie bladrollers (Tortricidae), uit de onderfamilie Olethreutinae.

## Soorten
- S. apicipunctana (Walsingham, 1891)
- S. aurofasciana (Haworth, 1811)
- S. lacunana (Denis & Schiffermüller, 1775)
- S. perexiguana (Kuznetsov, 1988)
- S. rivulana (Scopoli, 1763)
- S. tiedemanniana (Zeller, 1845)